# 谷脇ななみ
谷脇 ななみ（たにわき ななみ、1991年1月23日 - ）は、日本のアナウンサーである。IDEALIZE所属。愛称は「ななみん」。

## 来歴
高知県立高知西高等学校英語科を卒業したのち高知大学人文学部人間文化学科を卒業。その後、前職があったのちIDEALIZEに就職をする。
2021年3月28日に行われたRKCラジオのワイドFM開局1周年大感謝祭「トワイライト・パーティー」にてキキのコスプレをしている。2020年4月7日放送の笑ジオにて、井上琢己からその日来ていた服が割烹着にしか見えないと言われる。
2021年
7月3日に結婚。高知放送ラジオ「笑ジオ」内で発表。
2023年
11月28日　産休・育休のため、同日放送の「とさこちラジオｗ」をもって降板。

## 出演

### 2014年
- 商業施設 子供向けイベント司会など

### 2015年
- 各種CMナレーション
- CM出演 ホテルジオパーク夢路叶 など

### 2016年～2019年
- 携帯アプリ『ピクレトリ』プロモーションビデオ
- 中土佐町観光PRビデオ出演
- 各種CMナレーション
- 四国食1GP司会
- 次世代型こうち新施設園芸技術フェア司会
- まん王国こうちの応援団×イオンモール高知 作品表彰・イベント司会
- 「高知家のうまいもの大賞2017」表彰式
- 甫喜ヶ峰フェスティバル 司会
- ウイルス性肝炎 無料検査＆受検啓発イベント司会
- 高知龍馬マラソン中継フィニッシュランナーレポーター
- 「高知家のうまいもの大賞2018」表彰式
- アイヌ文化フェスティバル2018 高知会場 司会
- 高知カツオ県民会議第4回シンポジウム 司会
- とさのさとアグリコレット オープニングセレモニー 司会
- すこやか2019 2日目　司会
- 土佐市観光PRビデオ出演
- 第13回協働の森フォーラム 司会

### 2021年
- 季刊高知 「高知の素敵な、大人の女性」

### 2022年
- RKCラジオ こまつ先生の目薬便
- RKCラジオ ラジオOMACHI360

### 特番
- RKCラジオ 親子釣り教室&すしグルメ会
- RKCラジオ 住まいるパークラジオ特番パーソナリティ
- RKCラジオ もくもくランドラジオ特番レポーター
- 中四国ライブネット 高知が誇るものづくり・フィギュアの世界（2022年5月1日）[5]

### レギュラー番組
- RKCテレビ ぐるめ高知のうまいもん（毎週金曜日22時54分放送）

### 過去に出演していた番組
- RKCラジオ ～今日も元気に～「ぱわらじっ！！」
- RKCラジオ 笑ジオ　火曜日（13時15分 - 16時40分）
- RKCラジオ グラッツェヴェルドゥーラ
- RKCラジオ 谷脇ななみのアサヒスーパードライで乾杯!（月 - 金16時25分）
- RKCラジオ YouTuberちゃがまらんのbuzzラジ（毎週月曜日23時）
- RKCラジオ とさこちラジオw　火曜日（13時30分 - 16時50分）[注釈 1]